# 1012 (szám)
Az 1012 (római számmal: MXII) egy természetes szám.

## A szám a matematikában
A tízes számrendszerbeli 1012-es a kettes számrendszerben 1111110100, a nyolcas számrendszerben 1764, a tizenhatos számrendszerben 3F4 alakban írható fel.
Az 1012 páros szám, összetett szám. Kanonikus alakja 22 · 111 · 231, normálalakban az 1,012 · 103 szorzattal írható fel. Tizenkét osztója van a természetes számok halmazán, ezek növekvő sorrendben: 1, 2, 4, 11, 22, 23, 44, 46, 92, 253, 506 és 1012.
Harshad-szám.
Egyetlen szám valódiosztó-összegeként áll elő, ez a 2018.

## Csillagászat
- 1012 Sarema kisbolygó